# سیدنی هایرز
سیدنی هایرز (انگلیسی: Sidney Hayers؛ ‏ ۲۴ اوت ۱۹۲۱ – ۸ فوریهٔ ۲۰۰۰) کارگردان فیلم، فیلم‌نامه‌نویس، تهیه‌کننده فیلم، تدوین‌گر و کارگردان تلویزیونی اهل بریتانیا بود.
از فیلم‌ها یا مجموعه‌های تلویزیونی که وی در آن‌ها نقش داشته‌است، می‌توان به ترغیب‌گران!، حرفه‌ای‌ها، نایت رایدر، بی‌واچ، تعرض، خلیج ببر، دام، پلی در دوردست، پسر پاییز، گرگ آسمان، تارزان، رومئو و ژولیت و دام اشاره نمود.